# Voo United Airlines 173
O Voo United Airlines 173 foi um voo doméstico do Aeroporto Internacional John F. Kennedy, em Nova Iorque, para o Aeroporto Internacional de Portland, em Oregon, com uma escala programada em Denver, Colorado. Em 28 de dezembro de 1978, o avião que fazia essa rota ficou sem combustível e acabou por colidir com o solo num bairro suburbano de Portland, perto da Avenida NE 158 e da Rua East Burnside.

## O voo

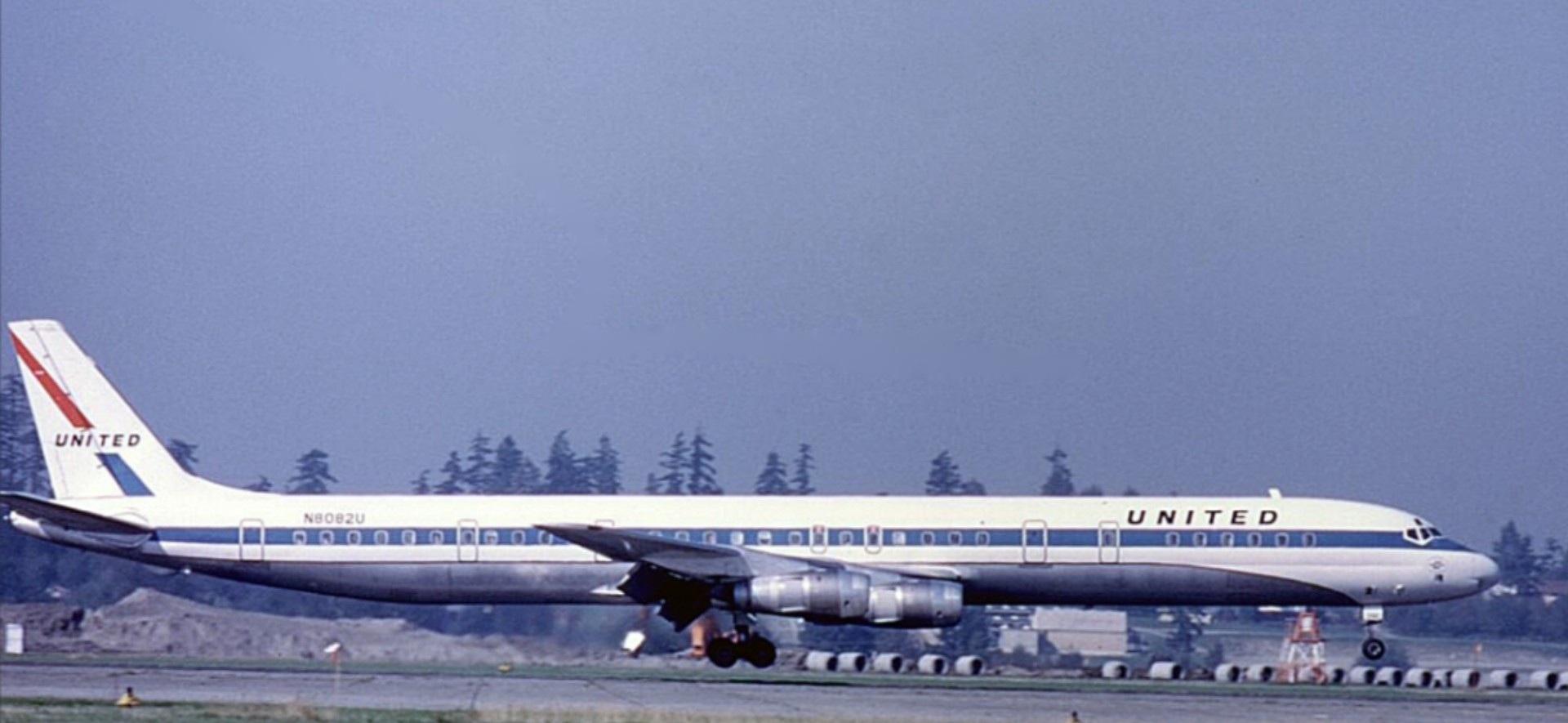
Foto do Avião, tirada 6 anos antes do acidente

O voo 173 foi pilotado por uma tripulação experiente, composta pelo comandante Malburn McBroom (52 anos), o copiloto Roderick "Rod" Beebe (45), e o engenheiro de voo Forrest Mendenhall (41). McBroom trabalhava na United Airlines há 27 anos e era um dos pilotos mais antigos da empresa, com mais de 27 600 horas de voo, das quais cerca de 5 500 horas eram como comandante de DC-8. Beebe estava na empresa há 13 anos e tinha registrado mais de 5 200 horas de voo. Mendenhall havia acumulado perto de 3 900 horas de voo e estava na companhia aérea há 11 anos. O copiloto e o engenheiro de voo trabalharam juntos no DC-8 durante mais de 2500 horas de voo.
O voo 173 partiu de Denver por volta das 14h47, com 189 pessoas a bordo. O tempo estimado em rota era de 2 horas e 26 minutos. A hora prevista para a chegada a Portland era às 17h13. De acordo com o plano de voo automático e o sistema de monitoramento, a quantidade total de combustível necessária para o voo até Portland era de 14 470 kg. Havia 21 180 kg de combustível a bordo do avião quando ele partiu do portão em Denver.
Conforme o trem de pouso estava sendo estendido na aproximação ao Aeroporto Internacional de Portland, a tripulação sentiu uma vibração anormal e houve uma guinada da aeronave. Ocorreu a falta de um indicador de luz mostrando que o trem de pouso havia sido estendido corretamente. A tripulação solicitou uma espera padrão para diagnosticar o problema e, durante a hora seguinte, a equipe trabalhou para identificar o estado do trem de pouso e se preparar para um possível pouso de emergência. Durante este tempo, nenhum dos três tripulantes efetivamente controlou os níveis de combustível, o que foi agravado pela circunstância de que a aeronave estava com os flaps estendidos em 15 graus durante todo o tempo de espera, aumentando significativamente o consumo de combustível. Enquanto a tripulação se preparava para uma aproximação final e um pouso de emergência em Portland,  perderam-se os motores número um e o número dois devido a pane seca, momento em que um mayday foi declarado. Esta foi a última transmissão de rádio do voo 173 para o controle de tráfego aéreo. O avião caiu em uma parte arborizada de uma área povoada no subúrbio de Portland, cerca de 6 milhas náuticas a sudeste do aeroporto.
Dos membros da tripulação, dois foram mortos, o engenheiro de voo Mendenhall e comissário de bordo Joan Wheeler, dois sofreram ferimentos classificados pelo National Transportation Safety Board (NTSB) como "graves", e quatro sofreram ferimentos classificados como "de menor/nenhum." Oito passageiros morreram e 21 tiveram ferimentos graves. Ninguém no solo foi atingido, apesar de algumas casas terem sido destruídas.
O 304.º Esquadrão Aeroespacial de Busca e Salvamento da Força Aérea de Reserva, com base no Aeroporto Internacional de Portland, conduzia voos de treinamento de rotina naquela área durante o evento. As aeronaves desta unidade que estavam voando no momento (helicópteros HH-1H Huey) foram imediatamente desviadas para o local do acidente e passaram a transportar muitos dos sobreviventes para hospitais locais.

## Investigação do acidente e relatório
A investigação do NTSB revelou que, quando o trem de pouso foi estendido, uma batida forte foi ouvida. Esse som incomum foi acompanhado por vibrações anormais e guinada da aeronave. O conjunto do cilindro de retração do trem de pouso principal direito falhou devido uma corrosão, levando o trem de pouso direito a se estender de uma vez, em queda livre. Embora o trem de pouso estivesse baixado e travado, considerado normal para um pouso, a extensão rápida e anormal danificou um sensor de forma tão grave que ele falhou a completar o circuito e acender uma luz verde na cabine de comando, indicando que o trem de pouso estava pronto para seu uso (baixado e travado). Essas indicações anormais (ruído, vibração, guinada e falta da luz verde) levaram o comandante a abortar o pouso, para que tivessem tempo para diagnosticar o problema e preparassem os passageiros para um pouso de emergência. Apesar da decisão de abortar o pouso ter sido prudente, o acidente ocorreu porque a tripulação de voo se tornou tão obcecada em diagnosticar o problema com o trem de pouso que eles falharam em monitorar a quantidade de combustível e calcular o tempo estimado para pousar ou sofrer com pane seca.
"O Conselho de Segurança acredita que este acidente exemplifica um problema recorrente—uma quebra no gerenciamento de cabine e trabalho de equipe durante uma situação envolvendo mau funcionamento de um sistema da aeronave em voo... Por conseguinte, o Conselho de Segurança só pode concluir que a tripulação não conseguiu relacionar o combustível remanescente e o consumo de combustível à distância do aeroporto, pois sua atenção estava direcionada quase que totalmente para diagnosticar o problema do trem de pouso."

O NTSB determinou as seguintes causas prováveis:
A falha do comandante em monitorar adequadamente o nível de combustível da aeronave e em responder adequadamente aos avisos da tripulação com relação ao baixo nível de combustível. Isto resultou em pane seca em todos os motores. Sua desatenção resultou da preocupação com o mau funcionamento do trem de pouso e os preparativos para um possível pouso de emergência.
O NTSB também determinou o seguinte fator contribuínte:
A falha dos outros dois tripulantes de voo para compreender plenamente a importância do nível de combustível ou de comunicar com êxito a sua preocupação para o comandante.
A situação do combustível era conhecida pelo comandante e sua tripulação em algum grau de conhecimento. As transcrições da cabine de voo confirmam isso. Relatos da mídia na época sugeriram que havia um problema não muito conhecido com o indicador de combustível naquele modelo de aeronave. O problema não era muito conhecido em parte porque aeronaves comerciais deviam voar com não menos do que 45 minutos de combustível reserva em todos os momentos. O problema com o indicador de combustível foi abordado, embora obliquamente, em uma das recomendações do Conselho de Segurança:
Emitir um Boletim de Alerta Operacional para que os fiscais da FAA garantam que as tripulações conheçam as diferenças entre os medidores de combustíveis e que as tripulações voando aeronaves novas fiquem cientes da possibilidade da interpretação errada desses instrumentos. (Classe II - Ação Prioritária) (A-79-32)
Embora o problema com o medidor de combustível possa ter contribuído para a confusão da tripulação no final do voo, o relatório do NTSB enfatizou que o comandante nunca deveria ter permitido tal situação se desenvolver em primeiro lugar. O NTSB fez a seguinte recomendação para atender especificamente a esta preocupação:
Emitir um boletim de operações para todos os fiscais de empresas aéreas, direcionando eles a cobrar que as empresas garantam que suas tripulações estejam doutrinadas nos princípios de gerenciamento de recursos na cabine, com ênfase particular nos méritos do gerenciamento participativo para comandantes e treinamento de assertividade para outros membros da tripulação. (Classe II, Ação Prioritária) (X-79-17)

## Consequências
Essa última recomendação do NTSB após o acidente, que tratou sobre os problemas do gerenciamento de recursos na cabine, foi responsável por grandes mudanças na forma como os tripulantes das companhias aéreas são treinados. Este novo tipo de formação é dirigido aos desafios do gerenciamento comportamental, tais como a comunicação pobre entre a tripulação, a perda de consciência situacional e erros de julgamento frequentemente observados em acidentes de aviação. Ele consagrou a revolução no treinamento das companhias aéreas, com a Gestão de Recursos de Cabine (CRM). Dentro de semanas após a recomendação do NTSB, a NASA realizou uma conferência para reunir o governo e peritos da indústria para examinar os méritos potenciais deste treinamento.
A United Airlines instituiu o primeiro CRM da indústria para pilotos em 1981. Atualmente, o programa de CRM é utilizado em todo o mundo, levando alguns a acreditarem que o acidente com o Voo 173 da United foi um dos mais importantes na história da aviação. O Investigador de Segurança do NTSB que escreveu a recomendação do CRM foi o psicologista de aviação Alan Diehl.
Encarregado de investigar esse acidente, Diehl percebeu que este acidente era similar a vários outros grandes acidentes de empresas aéreas, incluindo o Voo United Airlines 2860, que ocorreu pouco mais de um ano antes do Voo 173 e sob circunstâncias similares; Voo Eastern Air Lines 401; e o desastre no aeroporto de Tenerife. Diehl estava familiarizado com a pesquisa que estava sendo realizada no Centro de Pesquisa Ames, da NASA, e acreditava que estes conceitos de treinamento poderiam reduzir a probabilidade de erro humano.
Considerado responsável pelo acidente, o comandante McBroom perdeu sua licença de piloto e se aposentou da United Airlines pouco tempo depois. Ele passou seus anos restantes lutando contra inúmeros problemas de saúde relacionados a lesões sofridas no acidente, bem como um câncer de pulmão e de próstata. Os membros das famílias e os passageiros que falaram com McBroom em uma reunião com os sobreviventes do acidente em 1998 relataram que ele era um "homem perdido", atormentado pelo sentimento de culpa sobre seu papel no acidente. Ele morreu em 9 de outubro de 2004, aos 77 anos.

## Acidentes similares
Outros acidentes envolvendo indicadores defeituosos do trem de pouso incluem:
Uma situação quase idêntica ocorreu em 1963, com o Aeroflot Tu-124, que amerissou no Rio Neva devido pane seca após rodar por duas horas nas imediações do aeroporto de Pulkovo, enquanto a tripulação tentava solucionar problemas com o trem de pouso. Todos a bordo sobreviveram.
- Voo Scandinavian Airlines 933, no dia 13 de janeiro de 1969, caiu no oceano durante uma aproximação para o Aeroporto Internacional de Los Angeles, usando também um DC-8. A luz verde do trem de pouso do nariz falhou em acender após o trem de pouso ter sido estendido. A tripulação deste voo ficou tão ocupada tentando diagnosticar a falta da luz do trem de pouso do nariz que eles permitiram que sua razão de descida aumentasse até que seu DC-8-62 caísse no oceano, bem perto da pista.
- Voo Eastern Air Lines 401[16] caiu enquanto circulava ao redor do aeroporto de Miami, em 29 de dezembro de 1972. A tripulação deste voo ficou preocupada com o problema no indicador do trem de pouso do nariz e acidentalmente desconectaram o piloto automático, levando a aeronave a uma lenta descida e queda no Parque Nacional Everglades. Investigações posteriores revelaram que o trem de pouso do nariz estava baixado e travado.
- Voo LOT 7, em 14 de março de 1980, operado por um Ilyushin Il-62, tentou uma volta quando a tripulação teve problemas com um indicador de marcha. Quando o empuxo foi aplicado, o disco da turbina de baixa pressão no motor número 2 se desintegrou devido à fadiga do material; partes dos motores de disco danificados número 1 e 3 e botões de controle cortados para estabilizadores horizontais e verticais. Após 26 segundos de descida descontrolada, a aeronave caiu, matando todas as 87 pessoas a bordo.

- Voo United Airlines 2860 caiu devido a colisão com o solo em voo controlado e erro do controle de tráfego aéreo em 17 de dezembro de 1977. Apenas os três membros da tripulação morreram.

Outros acidentes envolvendo um padrão de espera, levando a pane seca:
- Voo Avianca 52, em 25 de janeiro de 1990, caiu em Nova York depois de ser colocado em padrões de espera durante sua rota, levando a um acidente na cidade de Nova Iorque devido pane seca.